# ヨバニ・ガヤルド
- ヨバニ・ガヤード
- ジョバーニー・ガヤルド

ヨバニー・ガヤルド（Yovani Gallardo, 1986年2月27日 - ）は、メキシコ合衆国ミチョアカン州ラ・ピエダード出身のプロ野球選手（投手）。右投右打。現在は、フリーエージェント（FA）。愛称はヨー/Yo、またはジョー/Yo。
英語読みでヨバニー・ガヤードと表記されることもある。

## 経歴

### プロ入りとブルワーズ時代
アメリカ合衆国テキサス州フォートワースで高校時代を過ごしたため、ドラフト対象となった。2004年のMLBドラフト2巡目（全体46位）でミルウォーキー・ブルワーズから指名を受け、プロ入り。
2007年2月にベースボール・アメリカが発表した有望株ランキングではブルワーズの組織内で最高評価を受けた。2007年はメジャーのスプリングトレーニングのオープン戦に5回登板したが、防御率は7.27だった。開幕をAAA級ナッシュビル・サウンズで迎え、6月14日にクリス・カプアーノの故障者リスト入りに伴い、メジャー昇格。AAA級ナッシュビルではメジャー昇格時点で8勝3敗・防御率2.90、奪三振はマイナーリーグ最多の110を記録。6月18日のサンフランシスコ・ジャイアンツ戦においてメジャーデビュー。同年、20試合の登板で9勝を挙げた。
2008年は左ひざを痛め、故障者リストで開幕を迎え、4月20日にメジャー復帰。5月1日のシカゴ・カブス戦、5回の先頭打者リード・ジョンソンは一塁方向へバントし、一塁へとヘッドスライディング。ベースカバーに入ったガヤルドと交錯。ガヤルドは6回が終わるまで投げた。しかし、前十字靭帯を損傷したため、故障者リスト入り。その後、9月25日に1試合登板しただけで、レギュラーシーズンを終えた。フィラデルフィア・フィリーズとのディビジョンシリーズでガヤルドは第1戦に登板したが、コール・ハメルズに敗れ、チームは1勝3敗で2008年シーズンを終えた。
2009年のスプリングトレーニング中に第2回ワールド・ベースボール・クラシック（WBC）のメキシコ代表入りを打診されるが、シーズンの準備に集中するため、辞退した。シーズンでは[月8日のジャイアンツ戦でランディ・ジョンソンから3点本塁打を放った。ジョンソンから本塁打を放った唯一の投手となった。投球でも6回と2/3を投げ2失点に抑え、勝ち投手となった。
4月24日のヒューストン・アストロズ戦では9回2失点7奪三振で、メジャー初完投を記録した。この次の登板となった4月29日のピッツバーグ・パイレーツ戦では8回無失点11奪三振と好投し、7回には決勝本塁打を放ち、チームは1-0で勝利した。自ら本塁打を放ち、1-0で勝利したのは史上26人目。なおかつ10奪三振以上を奪ったのはレッド・ラフィング、アーリー・ウィンに次いで史上3人目。シーズン終盤にはスタミナ不足もあり失速したが、最終的に30試合に先発し、13勝をあげた。
2010年4月7日にブルワーズと5年総額3000万1000ドルで契約した。2014年で契約を見直し、2015年の1300万ドルはオプションとなる。5月28日のニューヨーク・メッツ戦でメジャー初完封を記録した。この年、自身初のオールスターに選出されるも、選出後に故障した。最終的に14勝をあげ、2年連続で200奪三振を記録した。また打撃でも投手ながら打率.254、4本塁打、長打率.504を記録した。ナショナルリーグのシルバースラッガー賞を受賞した。
2011年はエースのザック・グレインキーが故障者リスト入りしていたため、開幕投手に選ばれた。5月7日のセントルイス・カージナルス戦では7回まで無安打に抑える快投を見せる。しかし8回の先頭打者ダニエル・デスカルソにセンター前ヒットを打たれ、快挙はならなかった。最終的に自己最多の17勝をあげ、3年連続で200奪三振を記録した。25歳以下で3年連続200奪三振を記録したのは、ケリー・ウッド、フェリックス・ヘルナンデスに次ぎ、3人目。
2012年7月15日のパイレーツ戦では自己最多の1試合14奪三振を記録した。
シーズンでは16勝をあげ、204奪三振を記録し、4年連続200奪三振を達成した。
2013年開幕前の3月に開催された第3回WBCのメキシコ代表に選出された。
2014年5月27日のボルチモア・オリオールズ戦の10回裏、代打として出場し、T.J.マクファーランドからサヨナラ二塁打を放った。投手がサヨナラ安打を打ったのは2003年のグレンドン・ラッシュ以来だった。尚、ラッシュのサヨナラ安打もラッシュがブリュワーズに所属し、延長戦で代打として起用された際に記録したものである。

### レンジャーズ時代
2015年1月19日にコーリー・クネイブル、ルイス・サーディナス、マルコス・ディプランとのトレードで、テキサス・レンジャーズへ移籍した。レンジャーズでも先発ローテーションに定着し、33試合に登板して2シーズンぶりの二桁勝利を記録。また、シーズン11勝目は自身通算100勝目の勝ち星だった。2009年の規定投球回到達以来自己ワーストの奪三振率（5.9）だったが、一方で防御率3.42は同自己ベストだった。オフの11月2日にFAとなった。

### オリオールズ時代
2016年2月20日にオリオールズと3年3500万ドルの契約で合意したと報じられたが、オリオールズによる身体検査で問題が見つかり、25日に2年2200万ドルに減額して正式に契約を結んだ。シーズンでは開幕2戦目の4月6日のミネソタ・ツインズ戦で先発し、5回を1失点に抑えて移籍後初勝利を挙げた。しかしシーズン全体では低調で、23試合の先発登板・2008年以来8年ぶりの規定投球回未達に終わった。防御率5.42と与四球率4.7は、いずれも自己ワーストだった。

### マリナーズ時代
2017年1月6日にセス・スミスとのトレードで、シアトル・マリナーズへ移籍した。2月8日に第4回WBC本戦のメキシコ代表に選出された。レギュラーシーズンでは22試合先発含め28試合に登板したが、5勝10敗と2年連続1桁勝利に終わり、防御率も5.72と自己ワーストを更新した。オフの11月2日にFAとなった。

### レッズ時代
2017年12月21日にプロ入り時の古巣であるブルワーズと1年200万ドル（プラス出来高最大200万ドル）で契約を結んだが、2018年3月26日に自由契約となった。
3月31日にシンシナティ・レッズと1年契約を結んだ。4月6日のパイレーツ戦では、1⁄3回で6失点するなど、3試合の登板で21⁄3回、自責点8、防御率30.86の成績で、4月10日にタナー・レイニーの昇格に伴ってDFAとなり、12日に40人枠から外れて傘下のAAA級ルイビル・バッツに降格し、同日付でFAとなった。

### レンジャーズ復帰
2018年4月13日にレンジャーズとマイナー契約を結び、20日に傘下のAAA級ラウンドロック・エクスプレスへ配属された。6月17日にメジャー契約を結んでアクティブ・ロースター入りした。オフの10月29日にFAとなった。

## 投球スタイル
オーバースローから、平均90mph（約145km/h）速球（フォーシーム・ツーシーム）と、平均87mph（約140km/h）のスライダーを中心に、決め球の平均77mph（約124km/h）カーブ、その他に平均84mph（約135km/h）チェンジアップも使用する（2016年）。
キャリアでの最速は2009年に計測した97.5mph（約157km/h）。2011年の速球の平均球速は92.6mph（約149km/h）だったが、この年をピークに以降減速傾向にある。

## 詳細情報

### 年度別投手成績
| 年 度     | 球 団     | 登 板 | 先 発 | 完 投 | 完 封 | 無 四 球 | 勝 利 | 敗 戦 | セ 丨 ブ | ホ 丨 ル ド | 勝 率 | 打 者 | 投 球 回 | 被 安 打 | 被 本 塁 打 | 与 四 球 | 敬 遠 | 与 死 球 | 奪 三 振 | 暴 投 | ボ 丨 ク | 失 点 | 自 責 点 | 防 御 率 | W H I P |
| --------- | --------- | ----- | ----- | ----- | ----- | -------- | ----- | ----- | -------- | ----------- | ----- | ----- | -------- | -------- | ----------- | -------- | ----- | -------- | -------- | ----- | -------- | ----- | -------- | -------- | ------- |
| 2007      | MIL       | 20    | 17    | 0     | 0     | 0        | 9     | 5     | 0        | 0           | .643  | 466   | 110.1    | 103      | 8           | 37       | 2     | 2        | 101      | 3     | 0        | 48    | 45       | 3.67     | 1.27    |
| 2008      | MIL       | 4     | 4     | 0     | 0     | 0        | 0     | 0     | 0        | 0           | ----  | 97    | 24.0     | 5        | 3           | 8        | 0     | 0        | 20       | 0     | 0        | 5     | 5        | 1.88     | 1.25    |
| 2009      | MIL       | 30    | 30    | 1     | 0     | 1        | 13    | 12    | 0        | 0           | .520  | 793   | 185.2    | 150      | 21          | 94       | 5     | 5        | 204      | 9     | 0        | 78    | 77       | 3.73     | 1.31    |
| 2010      | MIL       | 31    | 31    | 2     | 2     | 1        | 14    | 7     | 0        | 0           | .667  | 803   | 185.0    | 178      | 12          | 75       | 5     | 3        | 200      | 7     | 1        | 89    | 79       | 3.84     | 1.37    |
| 2011      | MIL       | 33    | 33    | 1     | 1     | 0        | 17    | 10    | 0        | 0           | .630  | 865   | 207.1    | 193      | 27          | 59       | 1     | 1        | 207      | 12    | 0        | 92    | 81       | 3.52     | 1.22    |
| 2012      | MIL       | 33    | 33    | 0     | 0     | 0        | 16    | 9     | 0        | 0           | .640  | 860   | 204.0    | 185      | 26          | 81       | 3     | 0        | 204      | 5     | 0        | 86    | 83       | 3.66     | 1.30    |
| 2013      | MIL       | 31    | 31    | 0     | 0     | 0        | 12    | 10    | 0        | 0           | .545  | 773   | 180.2    | 180      | 18          | 66       | 1     | 3        | 144      | 5     | 0        | 92    | 84       | 4.18     | 1.36    |
| 2014      | MIL       | 32    | 32    | 0     | 0     | 0        | 8     | 11    | 0        | 0           | .421  | 817   | 192.1    | 195      | 21          | 54       | 2     | 4        | 146      | 8     | 0        | 86    | 75       | 3.51     | 1.30    |
| 2015      | TEX       | 33    | 33    | 0     | 0     | 0        | 13    | 11    | 0        | 0           | .542  | 793   | 184.1    | 193      | 15          | 68       | 0     | 1        | 121      | 10    | 0        | 76    | 70       | 3.42     | 1.42    |
| 2016      | BAL       | 23    | 23    | 0     | 0     | 0        | 6     | 8     | 0        | 0           | .429  | 526   | 118.0    | 126      | 16          | 61       | 2     | 1        | 85       | 6     | 0        | 74    | 71       | 5.42     | 1.59    |
| 2017      | SEA       | 28    | 22    | 0     | 0     | 0        | 5     | 10    | 1        | 0           | .333  | 578   | 130.2    | 138      | 24          | 60       | 3     | 2        | 94       | 7     | 0        | 84    | 83       | 5.72     | 1.52    |
| 2018      | CIN       | 3     | 0     | 0     | 0     | 0        | 0     | 0     | 0        | 0           | ----  | 19    | 2.1      | 8        | 1           | 4        | 0     | 0        | 2        | 0     | 0        | 8     | 8        | 30.86    | 5.14    |
| 2018      | TEX       | 18    | 18    | 0     | 0     | 0        | 8     | 8     | 0        | 0           | .500  | 403   | 92.0     | 99       | 13          | 43       | 2     | 2        | 56       | 6     | 0        | 60    | 59       | 5.77     | 1.54    |
| '18計     | TEX       | 21    | 18    | 0     | 0     | 0        | 8     | 8     | 0        | 0           | .500  | 422   | 94.1     | 107      | 14          | 47       | 2     | 2        | 58       | 6     | 0        | 68    | 67       | 6.39     | 1.63    |
| MLB：12年 | MLB：12年 | 319   | 307   | 4     | 3     | 2        | 121   | 101   | 1        | 0           | .545  | 7793  | 1816.2   | 1770     | 205         | 710      | 26    | 24       | 1584     | 78    | 1        | 878   | 820      | 4.06     | 1.37    |

- 2018年度シーズン終了時
- 各年度の太字はリーグ最高

### 表彰
- シルバースラッガー賞：1回（2010年）

### 記録
- MLBオールスターゲーム選出：1回（2010年）

### 背番号
- 49（2007年 - 2017年、2018年6月17日 - 同年終了）
- 31（2018年 - 同年4月9日）

### 代表歴
- 2013 ワールド・ベースボール・クラシック・メキシコ代表
- 2017 ワールド・ベースボール・クラシック・メキシコ代表